# Trabant 601
A Trabant 601 (vagy Trabant P601) egy kiskategóriás autó, melyet a VEB Sachsenring autógyár készített Zwickauban, a Német Demokratikus Köztársaságban. Ez volt a harmadik Trabant modell, gyártása 1963 és 1990 között folyt, így a 601 lett a gyár leghosszabb ideig gyártott és legismertebb autója. Utóbbi ténynek köszönhetően gyakran egyszerűen csak "a Trabant" vagy "a Trabi" néven emlegetik, típusmegjelölés nélkül. Összesen 2 818 547 darab készült belőle és ez volt a legnagyobb példányszámban eladott autó az NDK történetében.

## Története

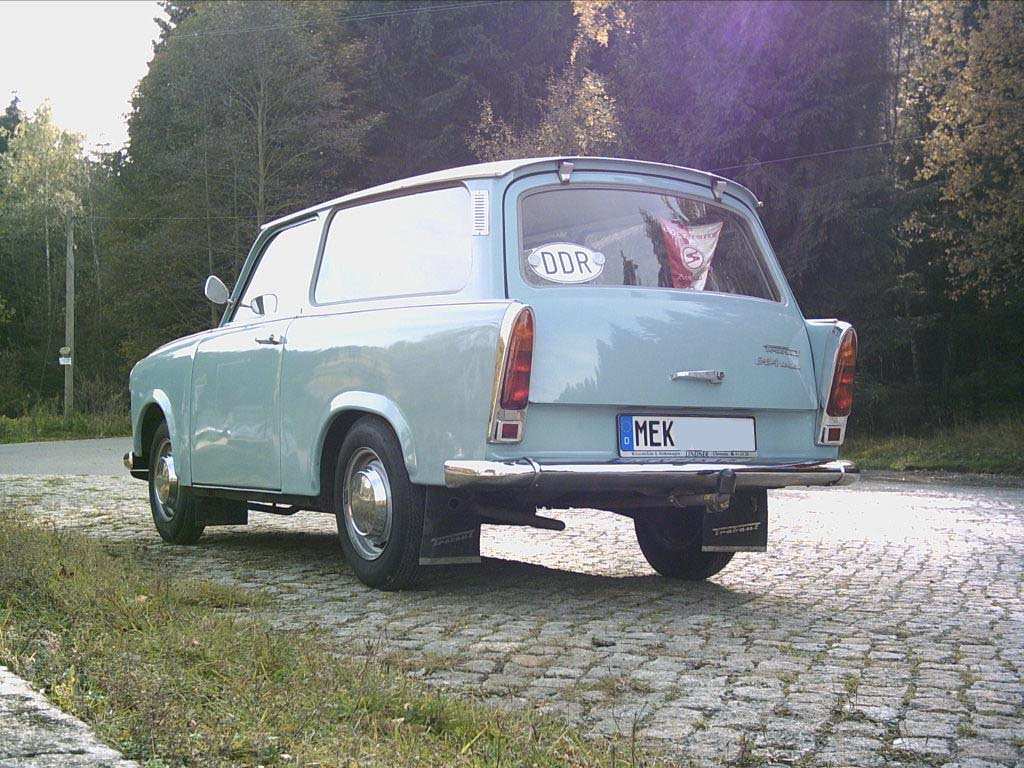
Trabant 601 DeLuxe Universal

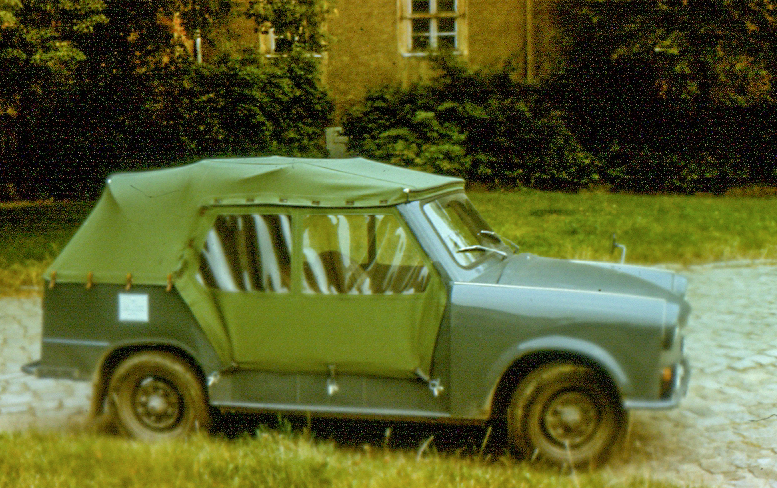
Trabant Tramp katonai terepjáró 1985-ben

A Trabant 601 háttértörténetét tanulmányozva hamar világossá válik, hogy ez a modell volt a Német Demokratikus Köztársaság válasza a nyugat-német népautóra, a Volkswagen Bogárra. Megtervezésekor az volt a cél, hogy egy olcsó, de megbízható autó jöjjön létre, melynek javítása és fenntartása is egyszerű és kis költségekkel jár. A maga idejében a Trabant 601 több szempontból is modernnek számított, elsőkerék-meghajtása, alacsony fogyasztású motorja, önhordó, kompozit elemekből felépülő karosszériája és független felfüggesztése miatt. Az idő előrehaladtával az egyetlen komoly hátrányt takarékossága ellenére a második világháború előttről származó, DKW alapokon nyugvó kétütemű motor jelentette.
Az 1950-es évek végétől kezdve a nyugati autógyártól sorra kezdték el kicserélni kiskategóriás modelljeik kétütemű motorjait a tisztább égésű és kevesebb káros-anyagot termelő négyüteműekre. A 601 riválisa, a Volkswagen Bogár már a kezdetektől fogva, 1938 óta négyütemű motorral készült, ennek ellenére akadtak nyugat-német autók, melyekben kétütemű motor volt, például az Auto Union 1000, melynek gyártása 1963-ban fejeződött be. A svéd Saab 96 gyártása szintén kétütemű motorokkal kezdődött meg 1960-ban, de 1967-től kezdve ezeket négyüteműekre cserélték. Az NDK-ban azonban kevés pénz jutott fejlesztésekre, így a Trabant 601 mindvégig kétütemű motorral készült, mely az 1960-as években még elfogadható volt, az 1980-as évektől kezdve azonban ritkaságszámba ment és rendkívül elavultnak számított. A szedán és kombi változatok mellett 1965-től készült a Tramp nevű modell, ami egy terepjáró-változat volt, ezt egész 1986-ig gyártották. Ennek a típusnak csak az eleje volt szokványos, a kasztni többi része egyszerű lemez volt, ajtajai nem voltak, külső pótkerékkel, nagyobb visszapillantóval és lehúzható vászontetővel rendelkezett. A lökhárítója is egyszerű acélrúdból készült. A Tramp kezdetben az NDK haderejét erősítette, később polgári változat is készült belőle. Nem volt igazi terepjáró, csak terepesített verzió. Feltehetően a holland DAF YA-66 típusú könnyű katonai gépjármű ihlette.
A Trabant legsikeresebb és legismertebb modelljének a gyártása 1990-ben fejeződött be végleg, helyét a Trabant 1.1 vette át, amely már négyütemű Volkswagen motorral készült.

## Változatok, kivitelek
- Trabant 601 Standard – Az alapmodell (Limousine és Universal kivitelben)
- Trabant 601 S (Sonderwunsch) – Magasabb felszereltségű modell, extraként kérhető ködlámpákkal, tolatólámpával és kilométerszámlálóval (Limousine és Universal kivitelben)
- Trabant 601 DeLuxe – Az előzőhöz hasonló felszereltségi szintben, pluszban kérhető kéttónusú fényezéssel és krómozott lökhárítókkal (Limousine és Universal kivitelben)
- Trabant 601 Kübel – (1966-ban került a kínálatba) Katonai terepjáró változat, ajtók nélkül, vászontetővel, kiegészítő fűtéssel és külön védelmet kapó gyújtással
- Trabant 601 TRAMP – (1978-ban került a kínálatba) A Kübel magánszemélyeknek készült változata, a legtöbb darab görögországi exportra készült
- Trabant 601 Hycomat (P601 H) – 1965 és 1990 között limitált példányszámban készült változat mozgássérültek számára, automata kuplunggal
- Trabant 800 RS – 1986 és 1988 között készült raliváltozat, 771 cm³-es motorral és ötsebességes manuális sebességváltóval

## Műszaki adatok

### Karosszéria
Négyüléses 2 ajtóval, önhordó lemezkarosszéria kompozit műanyagburkolattal, az alváz 2 mm-es lemezből készült. 
- Hossz: 3,55 m
- Szélesség: 1,5 m
- Tengelytáv: 2,02 m
- Magasság: 1,44 m

### Motor
A Trabant gépkocsik az 1100-as modell kivételével kétüteműek. Motorjuk léghűtéses (P70 vízhűtéses volt), keverék-olajozású kéthengeres, kétütemű forgótárcsás beömlésvezérléssel. 
- Hengerűrtartalom: 594,5 cm³
- Elméleti kompresszióviszony: 7,6
- Teljesítménye (4200 fordulat/perc): 26 LE/19 kW
- Nyomatéka (3000 fordulat/perc): 54 Nm
- Üzemanyag: 86-os oktánszámú motorbenzin és kétütemű motorolaj 40:1 illetve 50:1 arányú keveréke.
- Gyújtórendszer: 1986-ig megszakítós akkumulátoros gyújtás, 1986 után Hall-elemes vezérlésű tranzisztoros gyújtás. A megszakítós gyújtóberendezésnél alkalmaztak egy röpsúlyos előgyújtás szabályzást. A motor indításakor a gyújtás, pont a felső holtponton következett be. Magasabb fordulaton már 3 mm volt az előgyújtás. Ez megkönnyítette az indítást, főleg hideg motornál. Ez a röpsúly a Hall-elemesnél már nem került alkalmazásra.

Mivel a motor kétütemű, nincsenek szelepek, vezérműtengely, vezérműszíj. Az üzemanyag-ellátás ejtőtartályos rendszerű.

### Erőátvitel
Fronthajtás, szinkronizált, 4+1 sebességes váltómű, a 4. fokozatban szabadonfutóval (nem kikapcsolható).

## A Trabant 601 napjainkban
Az NDK egykori polgárai vegyes érzelmekkel tekintenek a Trabant 601-re, hiszen az mai napig a volt Kelet-Németország egyik fő szimbólumának számít, mivel az akkori rendszer termékeként született meg. Európa nagy részén, főleg keleten az autó még mindig nagy népszerűségnek örvend, de az emberek többnyire már inkább gyűjtői és hobbi céllal vásárolják, mintsem napi használatra. Világszerte sok Trabant 601 rajongói klub létezik, rendszeres találkozókkal és a raliversenyeken is rendszeresen feltűnik a típus. Egy elterjedt babona szerint zöld színű Trabantot látni szerencsét hoz.
Kelet-német szimbólumként a Trabant 601 központi alakja a nagy sikerű Go Trabi Go című német vígjátéknak, mely az egykori NDK-t figurázza ki. David Hasselhoff amerikai filmsztár magyarországi látogatása során maga is kipróbált egy Trabantot, bár eleinte még a beszállással is gondjai akadtak. Stephen Kinzer, a The New York Times újságírója szerint a Trabi nem az NDK, hanem az egykori kelet-német lakosok szimbóluma, akik "nehéz időket éltek meg, de végül győzedelmeskedtek". A Minden vilángol című 2005-ös amerikai filmben szintén megjelenik a Trabant 601.